# Rudolf Soutschek
Rudolf Soutschek (Vienna, 14 gennaio 1895 – Vigevano, 23 marzo 1960) è stato un allenatore di calcio e calciatore austriaco, di ruolo centrocampista.

## Carriera
Allenò Triestina, Alessandria, Novara e Fiorentina in Serie A, vincendo un Campionato italiano di Serie B con la squadra toscana nel 1938-1939.
Nella successiva stagione 1939-1940 è il secondo allenatore della Fiorentina, vincendo la Coppa Italia.

## Allenatore
- Serie B: 1

Fiorentina: 1938-1939